# IC 1580
IC 1580 је двојна звијезда у сазвјежђу Андромеда која се налази на листи објеката дубоког неба у Индекс каталогу.
Деклинација објекта је + 29° 56' 14" а ректасцензија 0h 46m 21,3s.